# Fiskåbygd
Fiskåbygd är en tätort och kustby som utgör centralort i Vanylvens kommun i Møre og Romsdal fylke i västra Norge. På 1700-talet fanns här ett järnbruk, Fiskå jernverk.